# Saison 2 de Man with a Camera
Chronologie
Saison 1
Cet article présente le guide des épisodes de la deuxième saison de la série télévisée américaine Man with a Camera.

## Distribution
- Charles Bronson : Mike Kovac
- James Flavin : Lieutenant Donovan
- Ludwig Stossel : Anton Kovac

## Épisodes

### Épisode 1:The Killer
- États-Unis : 19 octobre 1959

- Lawrence Dobkin (James Angelo)
- Bek Nelson (Infirmière Purdy)
- Harlan Warde (John Butler)
- James Parnell (Le tueur)
- I. Stanford Jolley (Docteur Ben Todd)

### Épisode 2:Eye Witness
- États-Unis : 26 octobre 1959

- Douglas Dick (Ed Minnit)
- Marian Collier (Clara)
- Joseph Hamilton (Tim Bergdoll)
- Casey Walters (Monsieur Martinez)
- Nesdon Booth (Morris)
- Helen Chapman (Maria)
- Michael Harris (Joe)

### Épisode 3:The Man Below
- États-Unis : 2 novembre 1959

- Patricia Donahue (Helen Baines)
- Frank Gerstle (Jan)
- Edd Cramer (Stan)
- David Lewis (Carl Baines)
- Baynes Barron (George Werner)

### Épisode 4:Black Light
- États-Unis : 9 novembre 1959

- Ann Baker (Bunny Hansen)
- John Pickard (Blair)
- William Tannen (Jerry Hansen)
- Keith Richards (Pierson)
- David Fresco (Manny)
- Michael Harris (Joe)
- Cecil Elliott (Madame Quigley)
- Carlyle Mitchell (Inspecteur Randolph)

### Épisode 5:The Positive Negative
- États-Unis : 16 novembre 1959

- Anthony Caruso (Ace Lupo)
- Susan Cummings (Monique Thaxter)
- Richard Gaines (Jeffrey Blaine)
- Michael Harris (Joe)
- Anne Neyland (Ellen)
- Norman Leavitt (Le texan)

### Épisode 6:Missing
- États-Unis : 23 novembre 1959

- Steve Brodie (Ed Kern)
- Wendell Holmes (Carl Ganza)
- Robert Christopher (Joel)
- Cece Whitney (Jill Kern)
- Merritt Bohn (Adjoint)
- Henry Randolph (Jack Hawley)

### Épisode 7:Live Target
- États-Unis : 7 décembre 1959

- Jimmy Lydon (Eddie Wilson)
- Gavin MacLeod (Johnny Patch)
- Robert Carson (Martin Denny)
- Toni Gerry (Bess Wilson)
- Fred Essler (Papa Korman)
- George Keymas (Santos)
- Tracy Stratford (Susie Wilson)

### Épisode 8:Girl in the Dark
- États-Unis : 14 décembre 1959

- Gregory Morton (Robert J. Willings)
- Hugh Sanders (Barney O'Neal)
- Harriet E. MacGibbon (Adele Carrington)
- Susan Crane (Terry O'Neal)
- Darlene Fields (La femme)
- Walter Maslow (Cates)

### Épisode 9:The Bride
- États-Unis : 21 décembre 1959

- George Conrad (Jan Metrovic)
- Claudia Barrett (Jane Cowan)
- Thomas Browne Henry (Fowler)
- Nick Pawl (Magill)
- Michael Fox (Père Ehrlich)
- Jolene Brand (Joyce Whitman)
- Douglas Evans (Van Wood)

### Épisode 10:The Picture War
- États-Unis : 4 janvier 1960

- Dolores Donlon (Carla Norris)
- Johnny Seven (Larry Gaines)
- Jeanne Bates (Madame Mason)
- Mike Ragan (Freddie)
- Diana Crawford (Myrna)
- Don Dillaway (Phil Mason)

### Épisode 11:Touch-Off
- États-Unis : 11 janvier 1960

- Stacy Harris (Billy Whyeth)
- Charles Horvath (Cliff)
- Nancy Valentine (Hazel Britt)
- Sylvia Lewis (Ruth Craymoor)
- Alan Dexter (Peter Gross)
- Sebastian Cabot (Amos Hartwell)

### Épisode 12:Hot Ice Cream
- États-Unis : 25 janvier 1960

- Yvonne Craig (Jo Stokes)
- Roscoe Ates (Fenton)
- Lawrence Tierney (Barney)
- Paul Bryar (Stokes)
- Howard McNear (George)

### Épisode 13:Fragment of a Murder
- États-Unis : 1 février 1960

- Jesse White (Frankie Billings)
- Doris Singleton (Cara Klemer)
- Gordon Wynn (Paxton)
- Donnelly Rhodes (Al Randolph)
- Harry Tyler (Cartwright)
- Larry J. Blake (Joe Klemer)
- Shari Lee Bernath (Marcy Klemer)

### Épisode 14:Kangaroo Court
- États-Unis : 8 février 1960

- Don Gordon (Colonel)
- George Wallace (Hank Fletcher)
- John Goddard (Lieutenant Lurie)
- William Lally (Turley)
- John Dennis (Sanders)
- Danielle Aubry (Annette)
- Maurice Marsac (Parnot)
- Ralph Gary (Corelli)
- Richard Benedict (Crane)
- Arthur Space (Colonel Boyar)